# Lohengrin Filipello
Lohengrin Filipello (1918 - 29 december 1993) was een Zwitserse presentator.
In 1956 presenteerde hij het eerste Eurovisiesongfestival. Tot 1978 was hij de enige mannelijke presentator op het Eurovisiesongfestival. In 1961 en 1967 was hij ook presentator bij de Zwitserse nationale finale. Hij stierf op 29 december 1993 op de leeftijd van 75 jaar.